# إنريكي فيرنانديز
إنريكي فرنانديز فيولا، المعروف باسم إنريكي فرنانديز (10 يونيو 1912 - 6 أكتوبر 1985)، لاعب ومدرب كرة القدم من الأوروغواي، لعب لأندية ناسيونال وتاليريس وإنديبندينتي وبرشلونة وأوروغواي والمنتخب الكتالوني. كمدرب، فاز فرنانديز ببطولتين في الأوروغواي مع ناسيونال والدوري الإسباني مع ناديي برشلونة وريال مدريد. يعتبر فرنانديز إلى جانب رادومير أنتيتش واحد من اثنين فقط من المدربين الذين تولوا مسؤولية ناديي برشلونة وريال مدريد، وهو المدرب الوحيد الذي فاز بلقب الدوري الأسباني مع كليهما.

## روابط خارجية
- انريكي فيرنانديز على موقع قاعدة بيانات كرة القدم.إي يو (الإنجليزية)
- انريكي فيرنانديز على موقع ناشيونال فوتبول تيمز (الإنجليزية)
- انريكي فيرنانديز على موقع عالم كرة القدم.نت (الإنجليزية)